# グルコースオキシダーゼ
グルコースオキシダーゼ（glucose oxidase, GOx） は、β-D-グルコピラノース（六炭糖グルコースのヘミアセタール型）と結びついて代謝産物に分解する酵素である。グルコースオキシダーゼは二量体のタンパク質で、β-D-グルコースをD-グルコノ-1,5-ラクトンへ酸化する。さらにD-グルコノ-1,5-ラクトンはグルコン酸へ加水分解される。
触媒として作用するために、グルコースオキシダーゼは補因子としてフラビンアデニンジヌクレオチド（FAD）を用いる。FADは生化学的な酸化還元反応において一般的な要素である。酸化還元反応では分子からの電子の授受が伴う。グルコースオキシダーゼの酸化還元反応ではFADは最初の電子受容体として作用し、FADH2へ還元される。そのときFADH2は最終的な電子の受容体である酸素分子によって酸化される。酸素分子がより高い還元電位を持つためである。これによって酸素分子は過酸化水素に還元される。
グルコースオキシダーゼは、生じる電荷を電極を接続して計測し、酵素を通過した電子の個数の経過をみることによってグルコース濃度を調べるバイオセンサーとして用いられている。商用生産されるときは、クロコウジカビ（Aspergillus niger）からよく抽出される。これはナノテクノロジーの世界において、糖尿病患者に対するグルコースセンサーとして微小電極とともに用いることが可能な応用の一つとして考えられている。
グルコースオキシダーゼはハチミツで見られ、天然の防腐剤として作用している。グルコースオキシダーゼがハチミツの表面で空気中の酸素を過酸化水素に還元し、抗菌剤として作用するためである。

## 別名
アオカビ（Penicillium notatum）の抗菌性の培地から抽出されたことからペニシリンAとも呼ばれるが、混乱を回避するためにペニシリンと再命名された。ペニシリンBとグルコースオキシダーゼは全く同じもので、アオカビとは別の菌から抽出され、現在ではグルコースオキシダーゼとして一般に知られている。